# Jacques Auscher
Pour les articles homonymes, voir Auscher.
Jacques Auscher (20 février 1837 à Oberlauterbach en Alsace - 31 mars 1924 dans le 16e arrondissement de Paris) est grand-rabbin à Besançon.

## Biographie
Jacques Auscher est né le 20 février 1837 à Oberlauterbach dans le Bas-Rhin, Alsace.
Il est le fils de Léopold Auscher et de  Hélène Auscher. Il est le frère de Rosine Auscher, Marie Auscher et de Babette Auscher. Il est le demi-frère de  Léon Auscher et de Abraham Auscher.
Selon sa notice nécrologique, il est le dernier de 13 enfants. Il est grand-rabbin de Besançon pendant 43 ans, jusqu'en 1908.

### Études
Jacques Auscher fait ses études au Lycée de Strasbourg.

### École rabbinique de Metz
Jacques Auscher termine l'École rabbinique de Metz (Séminaire israélite de France) en 1859.

### Rabbin àSaint-Étienne
À sa sortie du séminaire, Jacques Auscher devient rabbin de Saint-Étienne jusqu'au début de 1865.

### Rabbin àBesançon
Jacques Auscher est installé grand-rabbin de Besançon le 4 février 1865, à la suite de sa nomination par décision ministérielle en date du 13 janvier 1865. Il est grand-rabbin de Besançon pendant 43 ans, jusqu'en 1908. Il est également membre résidant de la Société d'émulation du Doubs. 

### Retraite à Paris
Il quitte Besançon pour Paris, au moment de sa retraite, pour être proche de ses enfants. Il est grand-rabbin de Besançon pendant 43 ans, jusqu'en 1908.

### Famille
Il est l'époux de Louise Emma Auscher. Ils ont 4 enfants: Lucie Bader, Henri Auscher, Charles Auscher et Léon Auscher.

### Mort
Son épouse meurt avant lui. Il meurt le 31 mars 1924 dans le 16e arrondissement de Paris. Ses obsèques sont dirigés par le rabbin Julien Weill.

## Œuvres
- Jacques Auscher. Nouveau catéchisme à l'usage de la jeunesse israélite. Besançon, 1868[6].

## Honneurs
- Chevalier de la Légion d'honneur par decret du 30 juillet 1894
- Officier de l'instruction publique